# Allamanda oenotherifolia
Allamanda oenotherifolia là một loài thực vật có hoa trong họ La bố ma. Loài này được Pohl mô tả khoa học đầu tiên năm 1827.

## Hình ảnh

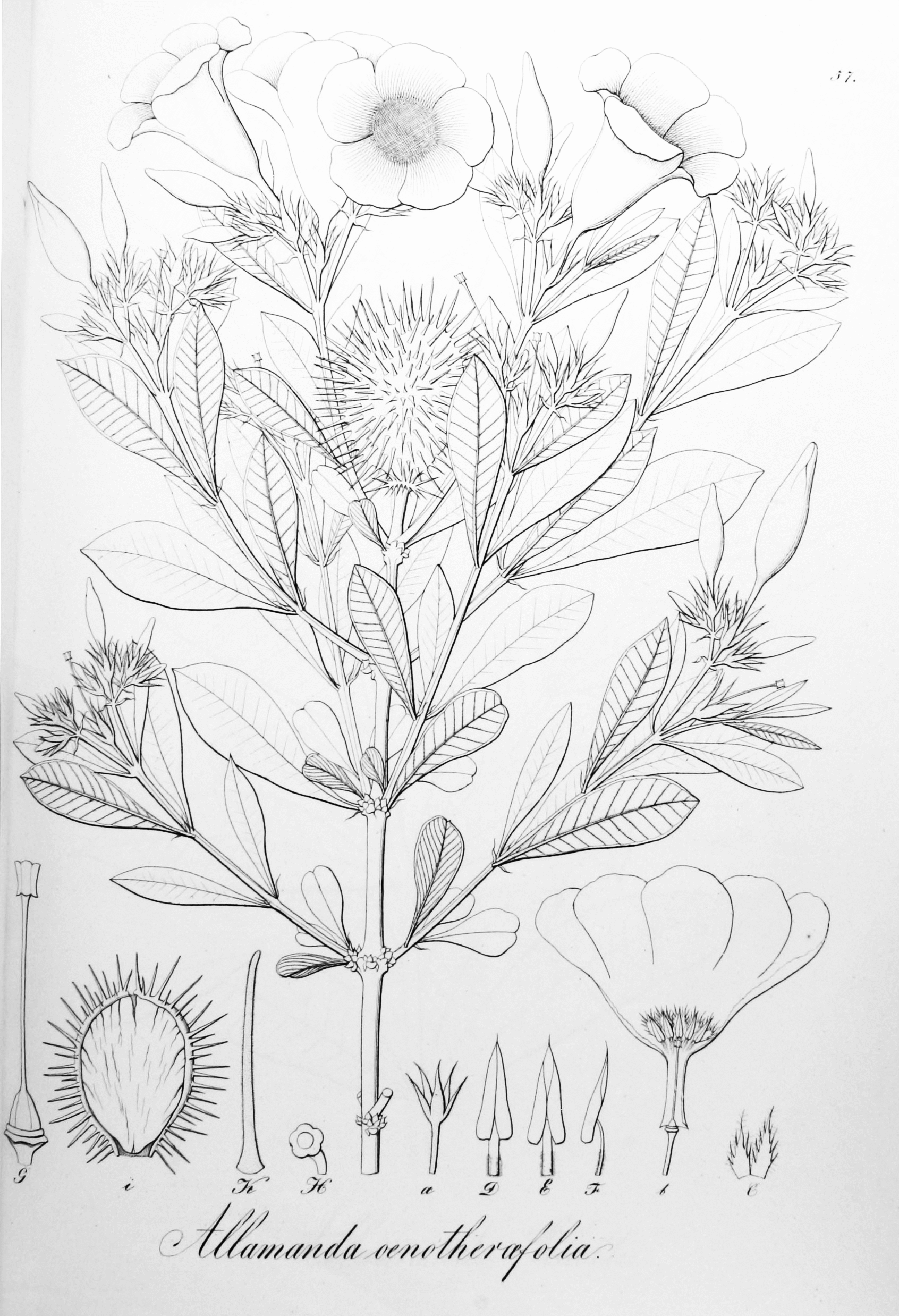
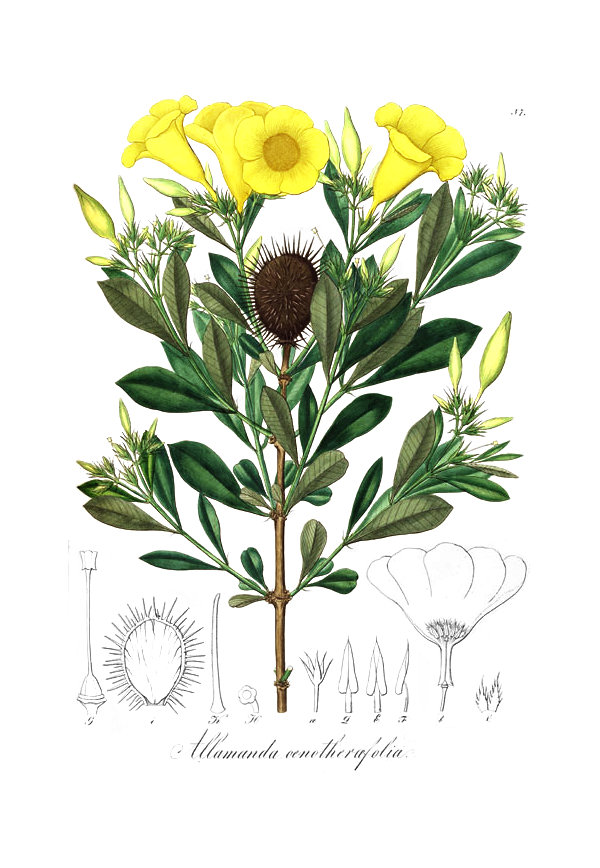
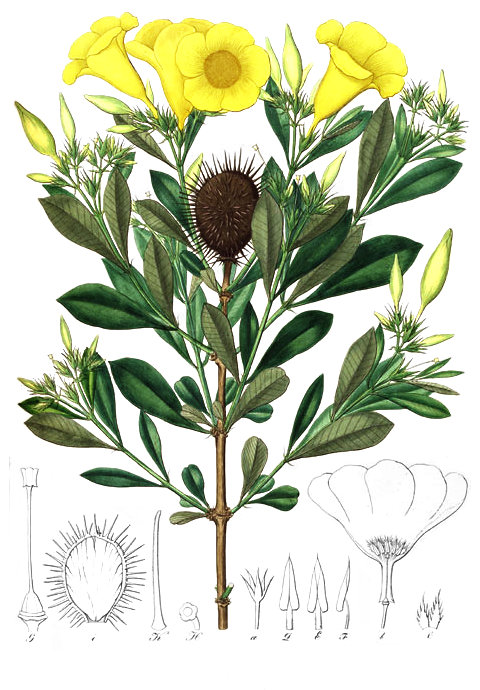
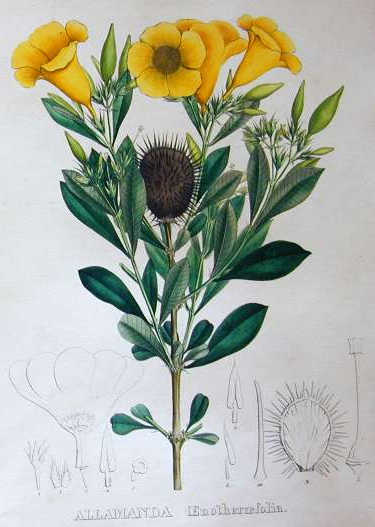